# Festival Sete Sóis Sete Luas
Il Festival Sete Sóis Sete Luas è una manifestazione internazionale di musica, arte, cultura e spettacolo.

## Storia
Nata nel 1992 come ponte culturale tra Italia e Portogallo, coinvolge 10 paesi del Mediterraneo (Croazia, Francia, Italia, Marocco, Slovenia, Spagna e Tunisia) e del mondo lusofono (Brasile, Capo Verde, Portogallo) in uno scambio continuo e reciproco. È un progetto di mobilità artistica che promuove le arti e le culture di ciascun paese all'interno di questa grande rete, organizzando concerti di musica popolare contemporanea, mostre (pittura, scultura, fotografia, video arte, street art...), residenze musicali, artistiche e gastronomiche, produzioni musicali originali, conferenze. Dal 1993 i presidenti onorari sono stati i Premi Nobel per la letteratura José Saramago, dal cui romanzo Memoriale del convento viene il nome del Festival (Sete Sóis e Sete Luas ne sono i personaggi) e Dario Fo. Dal 2012 è presidente onorario il Presidente della Repubblica di Capo Verde, Jorge Carlos Fonseca e dal 2016 il Premio Nobel per la Pace Mohamed Fadhel Mahfoudh. Per la sua dimensione europea e per la qualità culturale del progetto ha ricevuto il sostegno dell'Unione Europea con i Programmi Caleidoscopio, Cultura200 ecc. È stato oggetto di due audizioni al Parlamento Europeo (2009 e 2013) e ha ricevuto il Premio Caja Granada per la Cooperazione Internazionale (2009). Nel 2011 ha ricevuto il sostegno della Fondazione Europea Anna Lindh e negli anni 2014, 2015 e 2016 quello dell'Unione Europea con il Programma EuropAid per lo sviluppo del Festival SSSL nelle isole dell'arcipelago di Capo Verde.